# Kotivka, Novomîrhorod
Kotivka (în ucraineană Котівка) este un sat în comuna Martonoșa din raionul Novomîrhorod, regiunea Kirovohrad, Ucraina.

## Demografie
Componența lingvistică a localității Kotivka
     Ucraineană (72,22%)
     Română (26,67%)
     Rusă (1,11%)
Conform recensământului din 2001, majoritatea populației localității Kotivka era vorbitoare de ucraineană (72,22%), existând în minoritate și vorbitori de română (26,67%) și rusă (1,11%).

## Vezi și
- Românii de la est de Nistru